# Cemitério dos Ingleses (Salvador)
O Cemitério dos Ingleses (ou British Cemetery) é uma necrópole brasileira de Salvador, localizada na avenida Sete de Setembro, mais precisamente na ladeira da Barra, na região sul da capital baiana. Sua história remonta à transferência da corte portuguesa para o Brasil e à assinatura do Tratado de Comércio e Navegação entre o Reino de Portugal e o Reino Unido, que permitiu a presença da Igreja Anglicana no país. Mantém-se, desde sua inauguração em 1814, como principal patrimônio histórico da colônia britânica na Bahia.

## História

### Chegada dos ingleses ao Brasil
A história do anglicanismo no Brasil inicia-se no século XIX, no contexto da vinda da família real portuguesa para o país. A Marinha Real Britânica escoltou as embarcações portuguesas que partiram para o Brasil em 27 de novembro de 1807, ocasião da invasão napoleônica de Portugal. Assim sendo, muitos ingleses desembarcaram no país. Vários deles decidiram ficar e explorar a atividade comercial após a assinatura do Tratado de Comércio e Navegação em fevereiro de 1810, que garantia um imposto menor às mercadorias britânicas importadas para o Brasil, o que acabou garantindo aos ingleses uma vantagem competitiva que os levaram a dominar o mercado nacional e formar uma significativa comunidade em centros comerciais como Salvador, Recife e Rio de Janeiro.

### Tempos anglicanos no Brasil
O Tratado de Comércio e Navegação também permitiu a construção de templos anglicanos no território brasileiro. No entanto, eles não poderiam ter a aparência de igrejas cristãs – ou seja, não poderiam ter torres ou sinos – e nem buscar a conversão de cristãos católicos brasileiros. Segundo a tradição, o tratado teria sido assinado por Dom João VI no local onde foi erguido o Cemitério dos Ingleses. Há quem afirme, no entanto, que o cemitério foi inaugurado na década de 1830 e que, antes disso, os ingleses eram sepultados em Massaranduba, na Península de Itapagipe, local destinado ao enterro de indigentes, escravos e criminosos; entretanto, há registros de sepultamentos no cemitério datados de 1813. Acredita-se que ele seja mais antigo do que o próprio Cemitério do Campo Santo, o primeiro cemitério público da cidade.

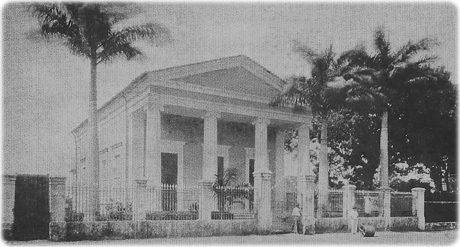
Capella Campo Grande

Antes do Campo Santo, os baianos eram enterrados em igrejas. A exceção, no entanto, eram os "hereges", ou seja, os não-católicos. Eles eram proibidos de serem sepultados nas mesmas necrópoles que o restante da população pela Constituição do Arcebispado da Bahia. O Tratado de Comércio e Navegação veio para resolver essa situação para os ingleses, principais parceiros comerciais dos portugueses, que encontravam dificuldade em manter sua fé protestante num Estado confessional católico. Após a assinatura do tratado, começaram a ser realizados os primeiros cultos anglicanos do país ainda em 1810 – em língua inglesa e voltados exclusivamente para a comunidade britânica –, inicialmente em residências. Mas os ingleses ainda não tinham um lugar para realizar as cerimônias fúnebres e enterrar seus os mortos.
Em 8 de fevereiro de 1811 o Conde dos Arcos Marcos de Noronha e Brito, então Governador da Bahia, autorizou a construção de um cemitério na capital baiana para a realização dos rituais de sepultamento dos membros da comunidade britânica da cidade. Logo foi erguida uma pequena capela para a realização de funerais no local; seus primeiros registros datam de 1819. Até a inauguração da Capela Anglicana do Campo Grande em outubro de 1853, esta capela, conhecida como Igreja de São Jorge (ou Saint George's Church), foi o único templo não católico romano de Salvador, sendo o local onde a comunidade anglicana da cidade organizava seus cultos. Após a inauguração do templo de Campo Grande, deixou de celebrar cultos regularmente e passou a ser utilizada apenas para a realização de funerais, como ainda ocorre nos dias de hoje.

### O cemitério
A área em que o Cemitério dos Ingleses foi construído pertencia à Arquidiocese de São Salvador, mais especificamente à vizinha Igreja de Santo Antônio da Barra. Tamanha era a influência dos britânicos na sociedade baiana da época que em 1814 o Conde dos Arcos expropriou o terreno da Igreja Católica e doou-o para a comunidade britânica da capital baiana, que fundou a Sociedade de São Jorge para organizar suas atividades. Acredita-se que a Igreja de Santo Antônio da Barra e o Cemitério dos Ingleses eram conectados por um portal até meados do século XIX, o que seria uma prova do relacionamento profícuo entre católicos e anglicanos. Segundo o pesquisador Francisco de Paula Santana de Jesus, o relacionamento entre os baianos e os protestantes alemães era bem mais hostil. Até a inauguração do Cemitério dos Alemães em 1851 no bairro da Federação, estes também eram enterrados no Cemitério dos Ingleses devido à proibição do sepultamento de não-católicos nos cemitérios públicos.
O Cemitério dos Ingleses foi considerado um sítio histórico pelo Instituto do Patrimônio Artístico e Cultural da Bahia em 1993, sendo tombado pelo órgão no mesmo ano. Após um bem sucedido projeto lançado pela pesquisadora inglesa Sabrina Gledhill, o local foi restaurado em 2006 com recursos do Estado e da Fundação Clemente Mariani. Desde a restauração do cemitério, foi aberto no Instituto do Patrimônio Histórico e Artístico Nacional um processo para que seja tombado também por este órgão. Em 2008, a Sociedade de São Jorge conseguiu, no Supremo Tribunal Federal, o direito de não pagar uma dívida de R$ 41.831,70 em IPTUs atrasados. Segundo o entendimento do plenário, cemitérios sem fins lucrativos são isentos à cobrança do imposto.
Em 2009 foi lançado, no Cemitério dos Ingleses, o projeto Darwin na Bahia, que marcava o bicentenário do nascimento de Charles Darwin, que esteve na capital baiana durante sua expedição do Beagle. Dois companheiros de viagem do cientista britânico na expedição estão enterrados no local, Jones e Charles Musters, porém ambos não possuem lápides indicando suas sepulturas. Eles eram garotos e provavelmente a causa da morte foi malária.
Em 2010 a Paróquia Anglicana do Bom Pastor se separou juridicamente da Sociedade de São Jorge, que desde então administra o Cemitério dos Ingleses de maneira independente como uma organização sem fins lucrativos.

## Estrutura

### Localização
O Cemitério dos Ingleses está localizado na Av. Sete de Setembro, mais precisamente na ladeira da Barra, entre a Igreja de Santo Antônio da Barra e o Yacht Clube da Bahia; é uma área nobre na região sul da cidade, com uma vista privilegiada da Baía de Todos-os-Santos. Tratava-se de uma área, quando de sua fundação, afastada do Centro de Salvador, embora não estivesse muito longe do então ascendente Largo do Campo Grande, morada de estrangeiros, ricos negociantes e dignitários. Segundo João Reis, sua distância do centro da cidade era proposital, uma vez que o cemitério "estava adaptado à uma concepção de uma necrópole longe da cidade, integrada a um cenário rural, que estava em moda na Europa e nos Estados Unidos".

### Esculturas e lápides
Segundo o jornal A Tarde, o Cemitério dos Ingleses é um verdadeiro museu a céu aberto, graças às belas esculturas que fazem parte de suas lápides, muitas das quais adornadas com a cruz céltica e com a inscrição "IHS" (latim para Iesus Hominum Salvator, que significa "Jesus, Salvador da Humanidade"). O cemitério possui dois níveis, sendo o inferior, esteticamente menos interessante, o principal local de sepultamento de judeus, o que é facilmente identificado pela presença da estrela de Davi nos túmulos. Também há uma área onde teria ocorrido um sepultamento em massa de marinheiros, mas ela ainda não foi descoberta pelos pesquisadores. Acredita-se que até meados do século XIX a estrutura do cemitério era um pouco diferente; teria existido um portal que ligava-o ao outeiro da Igreja de Santo Antônio da Barra.

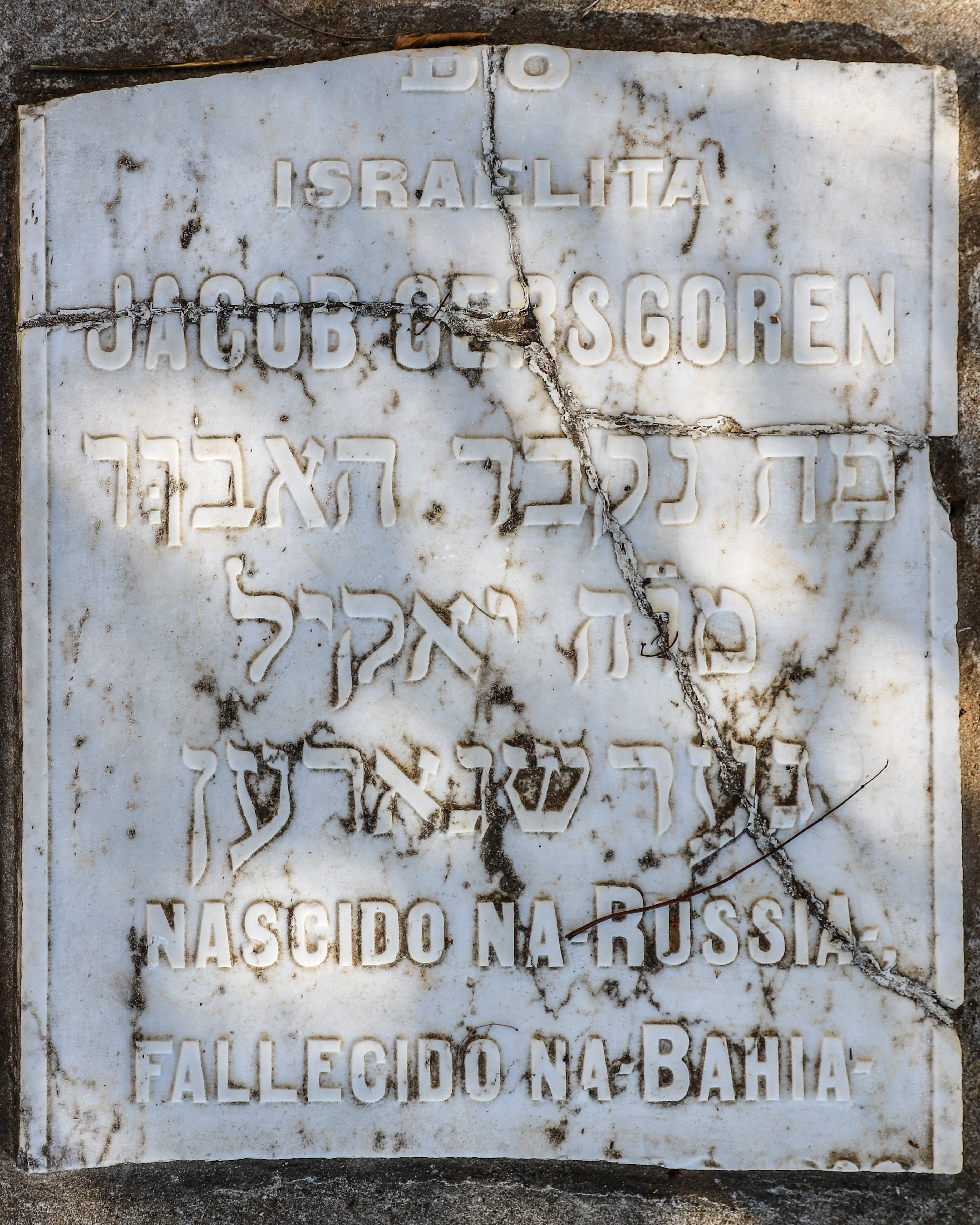
Lápide em Hebraico

Além de judeus, é possível identificar túmulos de estrangeiros que não necessariamente eram anglicanos, como franceses e alemães. Dada a proibição de enterrar protestantes ao lado de católicos, logo pessoas de outras religiões, como luteranos, começaram a ser enterradas no local também. A prática durou pelo menos até a inauguração do Cemitério dos Alemães em 1851 e pode ter persistido mesmo após essa data, visto que a resistência dos baianos católicos era maior aos alemães luteranos do que aos ingleses anglicanos. Segundo a historiadora Sabrina Gledhill, "o preconceito era mútuo" e, mesmo que lhes fossem permitido ser enterrados nos cemitérios públicos (o que se tornou permitido em 1889, com a proclamação de uma República laica), os protestantes não iriam querer ser sepultados ao lado de católicos.
Seus túmulos são pequenos. Segundo Francisco de Paula Santana de Jesus, os ingleses eram enterrados em covas de 7 palmos de profundidade, sempre adornadas com pequenos mausoléus das mais modestas demonstrações. Isso devia-se ao fato de que, no século XIX os ingleses já haviam superado o culto aos mortos e aos túmulos, até então caros aos católicos. Era necessário então, "fazer desaparecer o corpo, com decência, evidentemente, mas também de modo rápido e completo, graças à cremação". Segundo Elizete da Silva, essa atitude estava ancorada em três concepções que os anglicanos, em sua maioria, possuíam: "que a morte do cristão era uma morte bem-aventurada, pois morriam no Senhor; "que identificava a morte como um sono, um repouso dos fiéis no aguardo da ressurreição eterna"; "que [a morte] se constituía numa passagem, numa partida desta vida para a vida eterna". Isso explicaria a sobriedade dos túmulos presentes no Cemitério dos Ingleses.

## Sepultados ilustres
A primeira pessoa a ser sepultada no cemitério foi um comerciante inglês que ganhava a vida às custas do tráfico de escravos, nascido em Liverpool e falecido em Salvador em 1813. Além dele, algumas pessoas ilustres foram sepultadas no Cemitério dos Ingleses, dentre os quais se destacam:
- Dr. John Ligertwood Paterson, epidemiologista e um dos fundadores da Escola Tropicalista Baiana;[7][11]
- Edward Pellew Wilson, comerciante e fundador da empresa de navegação Wilson & Sons;[7][11]
- Jones e Charles Musters, companheiros de Charles Darwin na expedição do Beagle[11]
- George Whitehill Chamberlain, fundador do colégio norte-americano que deu origem à Universidade Mackenzie em São Paulo;[2]
- Maria Constancia d’Araújo Freitas Ogilvie, primeira mulher a ser sepultada no cemitério, era brasileira e esposa de Thomas Ogilve.[2]

Alguns ex-cônsules britânicos e estadunidenses também foram sepultados no Cemitério dos Ingleses, assim como membros da comunidade judaica em Salvador.